# Маркович, Владан
Вла́дан Ма́ркович (серб. Владан Марковић / Vladan Marković; 20 марта 1977, Белград) — сербский югославский пловец, выступал за национальные сборные Сербии, Югославии, Сербии и Черногории в середине 1990-х — начале 2010-х годов. Участник четырёх летних Олимпийских игр, трёхкратный бронзовый призёр Средиземноморских игр, финалист чемпионатов Европы и мира, победитель и призёр многих первенств национального значения в плавании баттерфляем.

## Биография
Владан Маркович родился 20 марта 1977 года в Белграде. Активно заниматься плаванием начал с раннего детства, проходил подготовку в белградских столичных клубах «Партизан» и «Златни Делфин». Специализировался на плавании баттерфляем.
Первого серьёзного успеха на взрослом международном уровне добился в возрасте семнадцати лет в сезоне 1994 года, когда вошёл в основной состав югославской национальной сборной и побывал на чемпионате мира по водным видам спорта в Риме. В 1995 году признан лучшим молодым спортсменом Югославии. Благодаря череде удачных выступлений удостоился права защищать честь страны на летних Олимпийских играх 1996 года в Атланте — стартовал здесь сразу в двух дисциплинах, в плавании на 100 метров баттерфляем и на 200 метров баттерфляем — в обеих дисциплинах расположился в итоговом протоколе на 28 строке.
В 1997 году Маркович выиграл две награды бронзового достоинства на Средиземноморских играх в Бари, на стометровой и двухсотметровой дистанциях. Будучи одним из лидеров национальной сборной Сербии и Черногории, благополучно прошёл отбор на Олимпийские игры 2000 года в Сиднее — на сей раз выступил только в плавании на 200 метров баттерфляем, где занял итоговое 21 место.
После сиднейской Олимпиады Владан Маркович остался в основном составе плавательной команды Сербии и продолжил принимать участие в крупнейших международных соревнованиях. Так, в 2001 году на Средиземноморских играх в Тунисе он добавил в послужной список бронзовую медаль, полученную в стометровом плавании баттерфляем. В 2004 году отправился представлять страну на Олимпиаде в Афинах, в плавании на 200 метров баттерфляем не сумел преодолеть предварительный этап, показав время 2:04.77 и расположившись с ним на 31 позиции. На Олимпийских играх 2008 года в Пекине вновь защищал честь Сербии в плавании на 200 метров баттерфляем — стал в итоговом протоколе 43-м. Оставался действующим пловцом вплоть до сезона 2013 года, после чего принял решение завершить карьеру профессионального спортсмена, уступив место в сборной молодым сербским пловцам.